# Ungarische Badminton-Mannschaftsmeisterschaft 2006
Die Ungarische Badminton-Mannschaftsmeisterschaft 2006 war die 38. Auflage des Teamwettstreits in Ungarn. Es wurde ein Wettbewerb für gemischte Mannschaften ausgetragen. Meister wurde das Team von Debreceni TC-DSI.

## Endstand
| Platz | Mannschaft |
| ----- | --- |
| 1.    | Debreceni TC-DSI (Balázs Boros, Péter Kapitány, Attila Kaposi, Ákos Károlyi, Henrik Tóth, Viktor Tóth, Ákos Varga, Zsuzsa Czifra, Csilla Fórián, Zsanett Hegedűs, Renáta Hüse, Mónika Kispál, Zsófia Kovács, Orsolya Varga) |
| 2.    | Rosco SE |
| 3.    | Honvéd Zrínyi SE |
| 4.    | BEAC |